# DRG E 93 sorozat
A DB 193 sorozat (előző néven DRG E 93 sorozat) egy német Co'Co' tengelyelrendezésű villamosmozdony-sorozat volt. 1933 és 1939 között gyártották és 1984-ben selejtezték.

## Története
A Stuttgart-Ulm vonal 1933-as villamosítása, amelyen a Geislingen-i emelkedő is található, egy nagy teljesítményű mozdonysorozat beszerzését tette szükségessé. Ezeknek Geislingen-ig 1600 tonnát, onnan az emelkedőben tolómozdonnyal 1200 tonnás vonatot kellett tudniuk továbbítani, ellenkező irányban tolómozdony nélkül 1100 tonnás vonatot kellett vinniük.  Az akkori gyorstehervonatok sebessége 65 km/h volt, ezt kellett tudnia az új mozdonynak is.
1933-ban gyártotta le az AEG az E93 01 és E93 02 mozdonyokat, Kornwestheim-be állomásították és próbázni kezdték. 1935-től 1937-ig további 11 darab követte, majd az E93 14 - E93 18 Halléba lett tervezve, de végül Rosenheim-be kerültek.
A második világháború végén 6 darab E93-as volt Kornwestheim-be állomásítva, több mozdonyt is bombatalálat ért, de ezeket 1947-re kijavították és mindet üzembe helyezték. 1951-ben az addigi Ulm-i állományt és 1958-ban az addigi Geislingen-i állományt összegyűjtötték Kornwestheim-ben, feladatuk a tehervonatok továbbítása volt Stuttgart-ból Münchenbe, Würzburg-ba, Mannheim-be és Nördlingen-be, valamit a tolószolgálat ellátása a Geislingen-i emelkedőben.  Az új E50-esek (későbbi DB 150) érkezésével munkájuk megcsappant és rendszertelenné vált.
1968-ban valamennyi mozdony DB 193 számot kapott, 1976-ban kivonták őket a fenntartásból, majd még abban az évben hét mozdonyt selejteztek, majd lassan a többit is. Utolsóként a DB 193 006 mozdonyt állították le 1984 nyarán.

## Megőrzött mozdonyok
Három mozdony maradt meg az utókornak:
- 193 007 a hivatalos Deutsche Bahn tulajdonú múzeumi mozdony,
- 193 008 a Neckarwestheim-i atomerőmű területén emlékmű lett,
- 193 012 a Neustadt an der Weinstrasse-ben levő DGEG vasúti múzeumban van.